# Ciencia ficción en España

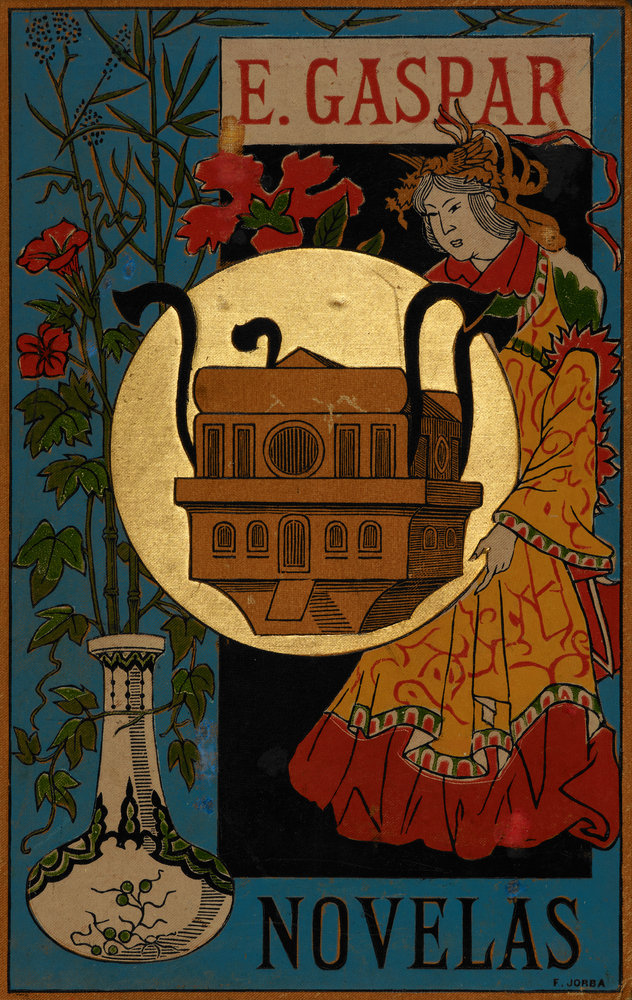
Portada de El anacronópete (1887), la primera obra de ciencia ficción que introduce la máquina del tiempo.

La ciencia ficción, ficción científica o literatura de anticipación es un género literario, cinematográfico, historietístico y televisivo basado en especulaciones científicas, que en España no ha alcanzado la popularidad e importancia que tiene en los países anglosajones o en algunos otros países de idioma castellano. Pese a esto, existe una tradición al respecto, que se refleja en la gran cantidad de títulos publicados, así como en su nómina de autores. Muchos de estos se han pasado recientemente a la fantasía heroica o la literatura infantil o juvenil, por el auge comercial de estos géneros.

## Literatura

### Antecedentes históricos

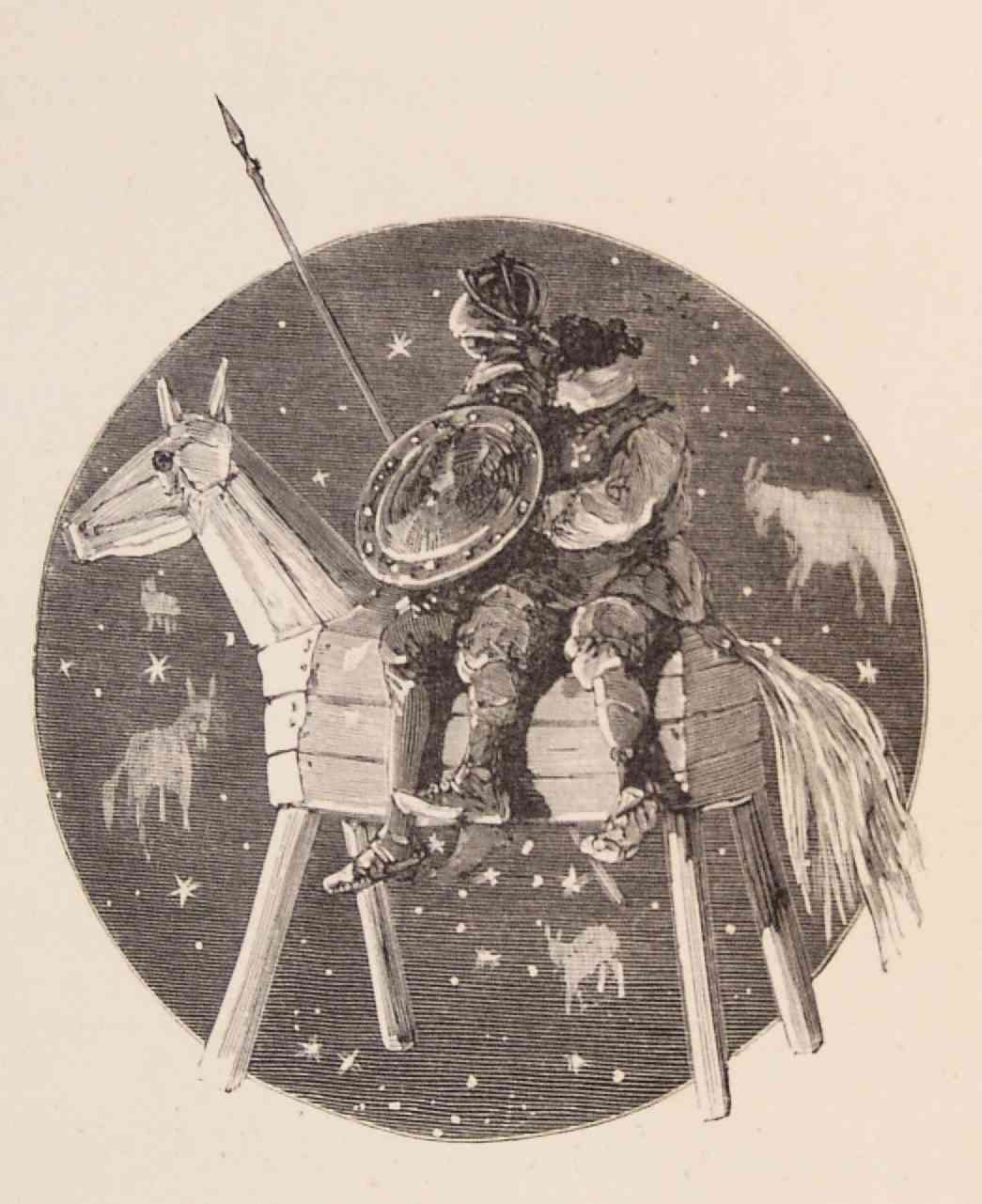
Ilustración del Quixote, que muestra a Don Quijote y a Sancho Panza montados sobre Clavileño. Edición anotada por Nicolás Díaz de Benjumea e ilustrada por Ricardo Balaca.

No existe una definición unívoca de «ciencia ficción». En 1953, Michel Butor consideraba ciencia ficción aquellas narraciones «que hablan de viajes interplanetarios»; posteriormente se ha ampliado esta visión tan estrecha, considerando ciencia ficción los relatos que tienen una voluntad especulativa, lo que Miquel Barceló denomina «¿Qué pasaría si...?», además de tener un componente de «sentido de la maravilla». En esta acepción, Brian W. Aldiss considera la primera novela del género a Frankenstein o el moderno Prometeo (1818) de Mary Shelley, pero podría extenderse a la mitología o la fantasía desprovistas de ciencia y tecnología.
Con todo, trazar límites, tanto desde un punto de vista temporal, como de género literario, resulta tan difícil que se atribuye al escritor Norman Spinrad haber dicho que «ciencia ficción es todo aquello que los editores publican con la etiqueta de ciencia ficción». Aun así, se pueden considerar predecesores de la ciencia ficción una serie de relatos, sobre todos los utópicos, que se adentran en el terreno de la especulación.
Por ejemplo, Yuli Kagarlitski en ¿Qué es la ciencia ficción? (1977) ha querido ver en el undécimo cuento de El conde Lucanor (entre 1330 y 1335), «De lo que aconteció al deán de Santiago con don Illán, gran maestro que moraba en Toledo», un «precursor de los viajes en el tiempo o de los mundos paralelos», en lugar de clasificarlo como un relato mágico.
Emparentada con la mera fantasía y cercana al mundo de la leyenda está la Crónica sarrazina o Crónica del rey don Rodrigo con la destruyción de España de Pedro de Corral, escrita en 1443 y publicada en 1499, en realidad la primera novela caballeresca de la literatura española, que incluye algunos elementos fantásticos como una especie de televisión de azogue que encuentra el protagonista en la Cueva de Hércules que le anticipa el futuro. De entre las utopías, el ejemplo más nombrado es el Libro del eloquentíssimo Emperador Marco Aurelio con El Relox de príncipes (1527) de Antonio de Guevara. En esta utopía se describen las costumbres y leyes de los «garamantes», un pueblo sencillo y pacífico que no empuña las armas y que solo posee siete leyes, pero que se muestra inflexible en su aplicación.
Entre los viajes estelares, sin duda hay que mencionar el viaje de Sancho Panza «a bordo» de Clavileño que Cervantes incluye en la segunda parte del Quijote. Sin embargo, es anterior el viaje a la Luna que Juan Maldonado describe en su relato en latín Somnium de 1532. Según Augusto Uribe, «la narración, aunque de forma embrionaria, contiene ya tres elementos propios de la ciencia ficción: viaje espacial, seres extraterrestres y descripción de una sociedad distinta, por mejor, que la de la Tierra.» El primer viaje a la Luna escrito en castellano es de Diego Torres de Villarroel, que en su Viaje fantástico del Gran Piscator de Salamanca. Jornadas por uno y otro mundo, descubrimiento de sus substancias, generaciones y producciones. Ciencia, juycio y congetura de el eclypse de el día 22 de mayo de este presente año de 1724 (de el qual han escrito los Astrólogos del Norte), etc., por su autor, el bachiller Don Diego de Torres, Profesor de Filosofía y Matemáticas, substituto a la cátedra de Astronomía de Salamanca, realiza un viaje onírico hasta el satélite. En 1787 José Marchena publicó con diecinueve años una visita a la Luna en El Observador, un periódico de discursos, en la que emplea la descripción de una sociedad lunar para criticar ferozmente a la sociedad española contemporánea.

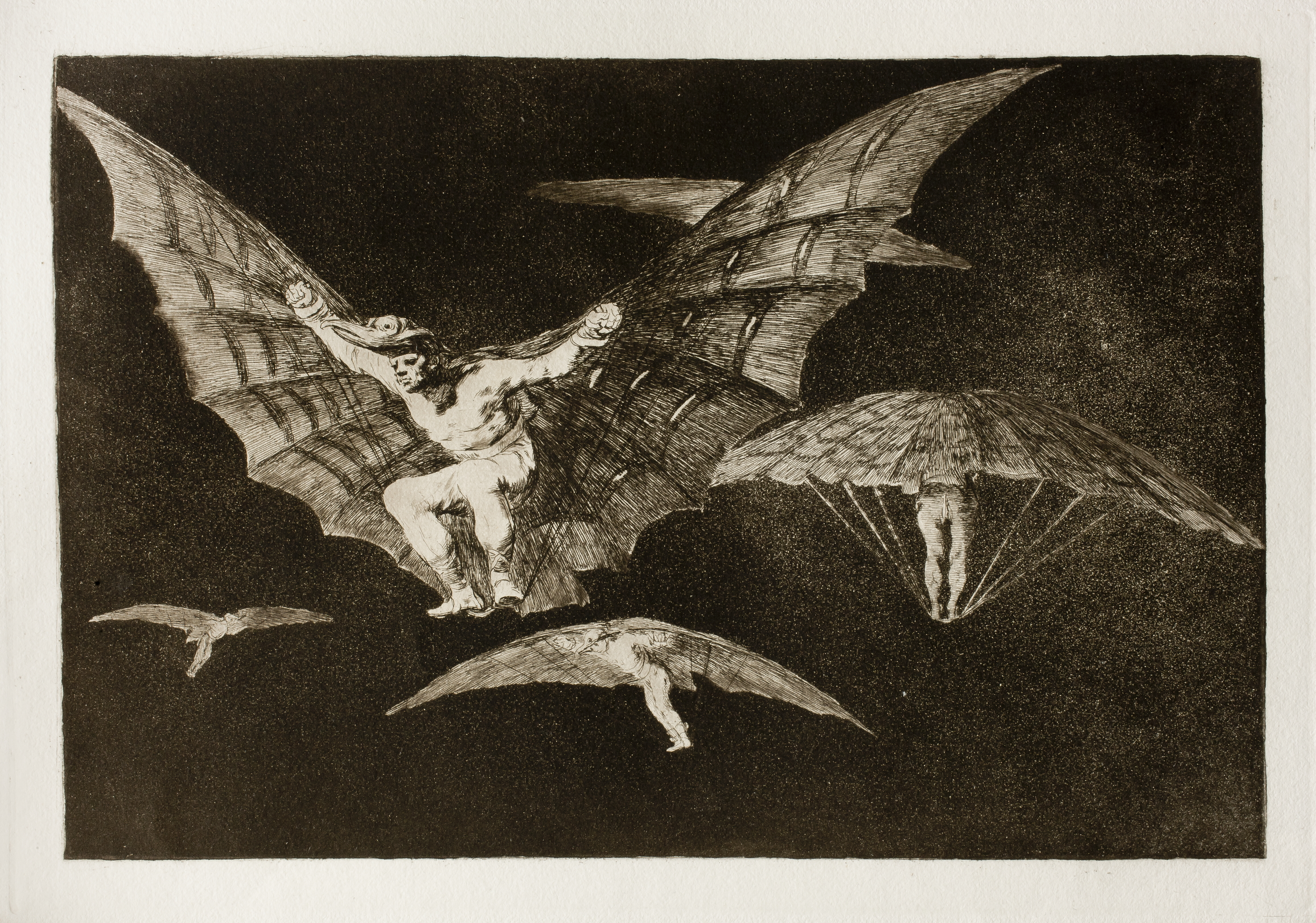
Modo de volar, grabado de Goya perteneciente a la serie de los Disparates.

Finalmente cabe mencionar tres frutos de la Ilustración, curiosamente debidos todos a autores manchegos. En primer lugar, la utopía Viage de un filósofo a Selenópolis (1804) de Antonio Marqués y Espejo, una traducción/adaptación de Le voyageur philosophe dans un pays inconnu aux habitants de la Terre, de Mr. de Listonai, seudónimo de Daniel Jost de Villeneuve, publicado en Ámsterdam en 1761. Otro cura volador del XVIII, pero además eminente científico y astrónomo y autor de la primera enciclopedia en español, fue el jesuita Lorenzo Hervás y Panduro, autor de un Viaggio statico al Mondo planetario ("Viaje estático al mundo planetario", 1780, de la que después hará una versión revisada en español, Viaje estático al mundo planetario: en el que se observan el mecanismo y los principales fenómenos del cielo; se indagan las causas físicas, y se demuestran la existencia de Dios y sus admirables atributos (Madrid, Imp. de Aznar, 1793 y 1794, 4 vols.). Esta obra usa un leve argumento narrativo para explicar en realidad astronomía pura y dura, no ya actualizada, sino en la avanzadilla de la época. Por último, tan interesante o más que la utopía de Antonio Marqués, pero esta enteramente original, es el cuento distópico o distopía del muy moderno ilustrado manchego Cándido María Trigueros "El mundo sin vicios", primera de la literatura española. Se incluye en su colección de novelas Mis pasatiempos. Almacén de fruslerías agradables (Madrid, 1784, tomo II). Está escrita, evidentemente, como una reafirmación de las teorías de Bernard Mandeville y Adam Smith y se señala como antecedente de Las siete columnas (1926) de Wenceslao Fernández Flórez. Elementos utópicos aparecen en la continuación o Suplemento (1778) original escrito por Gutierre Joaquín Vaca de Guzmán a su traducción, con el título de Viajes de Enrique Walton a las tierras incógnitas australes y al país de las monas (1769-1771), del clásico italiano del viaje imaginario, Viaggi di Enrico Wanton alle terre incognite australi ed ai regni delle Scimmie e dei Cinocefali (1749/1764), de Zaccaria Seriman; el «Viaje al país de los Ayparchontes» publicado en El Censor en 1784-1785; el viaje a la Luna descrito por el abate José Marchena en el cuarto discurso de El Observador en 1787 y «La aventura magna del Bachiller», aparecida en el periódico gaditano de Pedro Gatell El Argonauta Español en 1790.
Algo de realismo mágico se contiene en el género de las comedias de magia del siglo XVIII, espectáculos en los cuales aparecía la magia blanca (la Inquisición impedía siguiera hablar de la otra) identificada con la tecnología, la ciencia y el saber. Estas obras se inspiraban a veces en personajes reales, como Don Juan de Espina en su patria y Don Juan de Espina en Milán del dramaturgo José de Cañizares y la famosísima El asombro de Francia, Marta la Romarantina, también del mismo autor, y que fue la obra más representada en el siglo XVIII, sobre todo por sus vistosos efectos especiales y autómatas o estatuas animadas. La avidez del público por el género hizo que, por ejemplo, se añadiesen a esta pieza tres continuaciones más. Ambos personajes se inspiran en seres reales, como el misterioso Juan de Espina y Velasco (1565-1642), un rico noble e ingeniero del Siglo de Oro interesado en la ciencia y propietario de algunos artefactos tecnológicos y manuscritos de Leonardo da Vinci, del que se admiran escritores de la época como Luis Vélez de Guevara, Juan de Piña o Alonso Castillo Solórzano, y la hechicera francesa Marthe Brossier.

### Protociencia-ficción

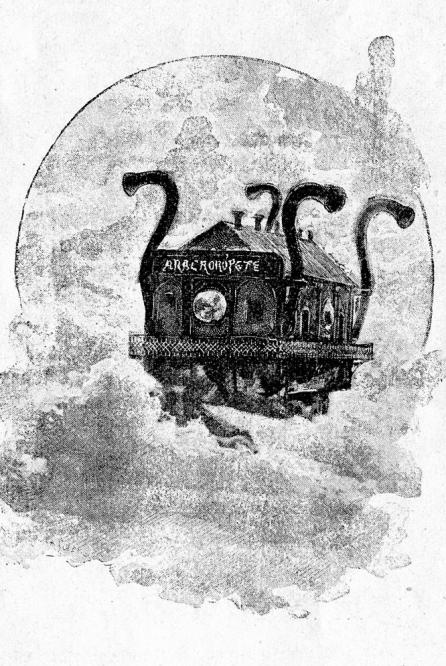
Ilustración de la máquina del tiempo volando que aparece en El anacronópete (1887).

En España, la literatura de lo que ya se puede considerar «ciencia ficción», comenzó a mitad del siglo XIX. Esta primera etapa, que en España se extenderá hasta la Guerra Civil, a menudo es denominada «protociencia-ficción», aunque también se han llamado «fantasías científicas» o «literatura utópica».
El viaje al espacio es relativamente frecuente en el romanticismo tardío; pueden mencionarse el Viaje somniaéreo a la Luna, o Zulema y Lambert (1832), de Joaquín del Castillo; Astolfo. Viajes a un mundo desconocido, su historia, leyes y costumbres (1838), de un D. F. de M. no identificado con certeza; Lunigrafía: o sea, noticias curiosas sobre las producciones, lengua, religion, leyes, usos y costumbres de los lunícolas (1855-1858), de Miguel Estorch y Siqués; Selenia, de Aurelio Colmenares y Orgaz (1863); Un viaje al planeta Júpiter (1871), de Antonio de San Martín, y Una temporada en el más bello de los planetas (1870-1871), de Tirso Aguimana de Veca.
La novela de Amalio Gimeno, luego traducida al francés, Un habitante de la sangre (1873), narra las aventuras de un glóbulo rojo dotado de conciencia y personalidad, no es sino la primera de una serie de alegorías médicas hispánicas posteriores: las de Juan Giné y Partagás Un viaje a Cerebrópolis (1884), La familia de los onkos (1888) y Misterios de la locura (1890; se tradujo al italiano) y las de Silverio Domínguez Inverosimilitudes bacteriológicas (1894) y La tuberculosis o confidencias microbianas (1894). Se puede mencionar, en gallego, la novela Campaña da Caprecórneca (1898), de Luis Otero Pimentel, que es un viaje imaginario y folklórico en sueños a la Luna, y el relato «Once mil novecentos vinteseis» [«Once mil novecientos veintiséis»] (1927; luego recogido en la segunda edición de Dos arquivos do trasno [De los archivos del trasgo], 1962), de Rafael Dieste. La primera novela de ciencia ficción en catalán, que a su vez es la primera obra española que trata el tópico de «Frankenstein» o de las «personas artificiales», es Homes artificials (1912), de Frederich Pujulà i Vallès.
Mariano Martín Rodríguez señala que «las zarzuelas protofictocientíficas no eran, de hecho, inusitadas en la España de esa época, pues hubo al menos dos zarzuelas ambientadas en el futuro, a saber, El siglo que viene (1876), de Miguel Ramos Carrión, y Madrid en el año 2000 (1887), de Guillermo Perrín y Miguel de Palacios, junto a las que cabe mencionar el viaje imaginario teatral De Madrid a la Luna (1886), de Carlos Luis de Cuenca». En el mismo registro humorístico, un carácter pionero en la ficción científica internacional comparable al de la obra de Enrique Gaspar tuvo El doctor Hormiguillo (1890-1891), una novela didáctica para niños de José Zahonero publicada por entregas e inconclusa, que el mismo autor reescribió con el título de «El doctor Menudillo» (Cuentos quiméricos y patrañosos, 1914) en forma de narración completa para adultos, incrementando el tono humorístico ya presente en la primera versión y transformándola en un cuento filosófico y satírico contra las certidumbres científicas (y patriarcales) decimonónicas. «Su asunto», escribe Martín Rodríguez, «(la miniaturización de un científico, que se ve confrontado con animales pequeños gigantescos para él debido al cambio de tamaño sufrido tras beber un brebaje administrado por un sabio hindú) coincide con el del clásico The Shrinking Man [El hombre menguante] (1956), de Richard Matheson, del cual constituye quizá el primer precedente».
El género no es uno de los más prolíficos de la literatura española, pero no dejó de haber muchos y prestigiosos autores que lo emplearon. Sin embargo, en general, al contrario que en el mundo anglosajón y centroeuropeo que dominan el campo, y a pesar de la influencia de Verne y Wells, estas obras no desarrollan los tópicos más conocidos de la ciencia ficción: los robots, los alienígenas o los viajes espaciales. Alentados por el regeneracionismo y condicionados por el atraso tecnológico nacional, los autores hispanos se dedicaron sobre todo a las ucronías y los futuros postapocalípticos.
Dentro de este grupo merecen ser destacadas, por ejemplo, fantasías especulativas como «Cuatro siglos de buen gobierno» (1883; recogida en Por los espacios imaginarios (con escalas en la Tierra) 1885), probablemente uno de los primeros ejemplos europeos del género poco cultivado entonces en España de la ucronía; se trata de una reescritura de la historia de España por Nilo María Fabra, según la cual España «ha conservado su poder mundial hasta finales de siglo XIX y está a punto de abandonar la Tierra para colonizar Marte». El relato más famoso de Fabra anuncia tanto las futuras descripciones del totalitarismo como las advertencias hechas en numerosas ficciones científicas del siglo XX contra una tecnología que ha dejado de ser controlada por una cosmovisión humanista. Así, «Teitán el soberbio» (1895; recogido en Presente y futuro, 1897) es el retrato de un dictador que impera sobre el mundo entero como «personificación del Estado–Dios» y que ha adquirido un dispositivo mecánico capaz de leer los pensamientos de la gente, con lo que puede completar su monopolio absoluto del poder. Ciertamente, la producción fictocientífica de Fabra es amplia y abundante en interesantes ideas. «Cuento futuro» de Leopoldo Alas, ‹Clarín›, incluido en su El Señor y lo demás, son cuentos (1893), es sin duda el más original de este volumen. Anticipando el realismo mágico y en irónico paralelismo con el Génesis, idea la primera historia postapocalíptica de la literatura en español protagonizada por el doctor Adambis y su malvada mujer Evelinda, de nombres simbólicos. El doctor inventa una máquina de suicidio colectivo y extingue a la humanidad; solo se salvan él y su pareja. Encuentran a Dios vagando por el mundo y este los conduce al Paraíso, pero el doctor se cansa del materialismo de su mujer, la pareja se deshace y Dios la expulsa del Paraíso; la soledad en esas condiciones termina por hacer ansiar al doctor una muerte que se ha vuelto imposible. Tras este precedente de la generación del realismo o generación de 1968, hay que nombrar a diversos autores de la generación del 98: «La ruina de Granada» (1899), de Ángel Ganivet, «El fin de un mundo» (1901) y «La prehistoria» (1905), de Azorín, «El pesimista corregido» (1905), de Ramón y Cajal, «La República del año 8 y la intervención del año 12» (1902), de Pío Baroja, y «Mecanópolis» (1913), de Miguel de Unamuno, que expone el odio a la alienación tecnológica de un hombre corriente. La importancia del género se puede ver en el hecho de que Ramón y Cajal publicó una media docena de relatos que pueden ser incluidos.
A estos autores hay que añadir, dentro de la generación del 14 o novecentismo, el llamado «Grupo de Londres» o los «Chicos de Londres», Luis Araquistáin, Salvador de Madariaga, Ramón Pérez de Ayala y, del grupo anterior, el noventayochista Ramiro de Maeztu. Estos cuatro autores, que habían trabajado y vivido en Londres, estaban en contacto con los autores ingleses de ciencia ficción de la época: George Bernard Shaw, Herbert George Wells y Aldous Huxley. Del Grupo de Londres han salido algunas utopías humorísticas de importancia, como Sentimental Club (1.ª edición, 1909) / La revolución sentimental (2.ª edición, 1928), de Ramón Pérez de Ayala; Dos mundos al habla (Cuarenta días de relaciones interplanetarias) (1922), densa novela wellsiana del cura anticlerical José Ferrándiz; El archipiélago maravilloso, de Araquistáin, y La jirafa sagrada (1925), de Salvador de Madariaga. La novela de ciencia ficción anterior a la guerra civil con más éxito fue El paraíso de las mujeres (1928), de Vicente Blasco Ibáñez, que trata la relación entre hombres y mujeres con una estructura cinematográfica y una trama difusa, que «hoy puede resultar algo ardua de leer». Y la más anticipadora, El dueño del átomo (Madrid: Historia Nueva, 1928), una novela corta del novecentista Ramón Gómez de la Serna que habla ya de la energía y la bomba atómica... ¡en 1928!. 

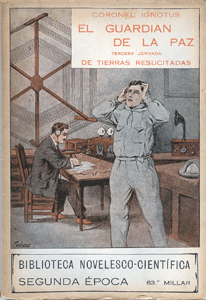
Portada de El guardián de la paz (1925), del Coronel Ignotus, el número doce de la Biblioteca Novelesco-Científica; el autor de la ilustración fue Mariano Pedrero.

La influencia de Julio Verne fue enorme en la época y varios autores siguieron la estela del francés. Sin embargo, el «vernismo» español fue más atrevido, llegando más lejos y siendo más imaginativo, adelantándose a innovaciones que en otros países llegarían más tarde. El mejor ejemplo es El anacronópete (1887), de Enrique Gaspar y Rimbau, en la que aparece una máquina del tiempo que se adelanta en ocho años a la de Wells. También la ya mencionada Lunigrafía (1855), de Miguel Estorch y Siqués, que se adelanta a la obra de Verne, y Rafael Zamora y Pérez de Urría, en su Crímenes literarios (1906), que describe autómatas y robots y una «máquina cerebral» muy similar a nuestros ordenadores portátiles, son otros ejemplos interesantes. Los dos autores que mejor representan esta corriente son José de Elola y Jesús de Aragón, los llamados «vernes españoles». Elola escribió bajo el seudónimo de Coronel Ignotus en la colección especializada Biblioteca Novelesco-Científica, siendo sustituido dentro de la colección por Aragón, que publicaba bajo el seudónimo de Coronel Sirius. Tampoco se puede olvidar a Nilo María Fabra, fundador de la Agencia EFE —de forma indirecta y por vericuetos—, que publicó tres recopilaciones de cuentos de ciencia ficción: Por los espacios imaginarios (1885), Cuentos ilustrados (1895) y Presente y futuro (1897). Otros autores que se pueden mencionar son Pedro de Novo y Colson, Un marino del siglo XIX o Paseo científico por el océano (1872); Segismundo Bermejo, El Doctor Juan Pérez (1880); y los relatos del ya citado Juan Giné y Partagás, Un viaje a Cerebrópolis (1884), La familia de los Onkos (1888) y Misterios de la locura (1890).
De entre los viajes a Marte se pueden mencionar, Viaje a Marte (1928), de Modesto Brocos, y El secreto de un loco (1928) / El fin de una expedición sideral (Viaje a Marte) (1932), de Benigno Bejarano; además de las novelas por fascículos, Un viaje al Planeta Marte (1933), formada por 24 cuadernillos de la colección Nick-Fox escritos por W. Barrymore, seudónimo de un autor español desconocido; Un viaje al planeta Marte, 24 cuadernillos con igual nombre pero de la editorial Marco, cuyo autor podría haber sido José Canellas Casals, conocido sobre todo por su novela Después de la bomba de hidrógeno; finalmente, El viaje a Marte de K-Hito, seudónimo del humorista y dibujante Ricardo García López, que relata de forma humorística las aventuras en Marte de los cadetes Pepito Binomio y Juanito Espoleta. Dentro de la ciencia ficción satírica, también se debe mencionar a Juan Pérez Zúñiga, que en su obra Seis días fuera del mundo. Viaje involuntario (1905) describe un viaje a Venus en un armario flotante, cuyos astronautas comen jamón para sobrevivir.
La ciencia ficción también fue auspiciada por editoriales católicas, que trataban de emplearla para introducir crítica social. De entre estos libros se puede destacar Elois y morlock (1919), de Carlos Mendizábal, que se basa en La máquina del tiempo de H. G. Wells. La obra tuvo una gran influencia en novelas posteriores, como Jerusalén y Babilonia (1927) de Antonio Ibáñez Barranqueros, y El fin de los tiempos (1933), de Carlos Ortí y Muñoz.

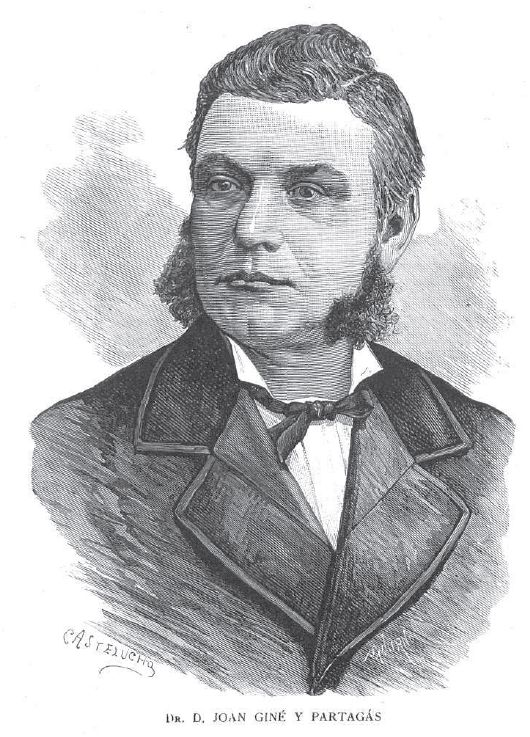
Juan Giné y Partagás (1836-1903)
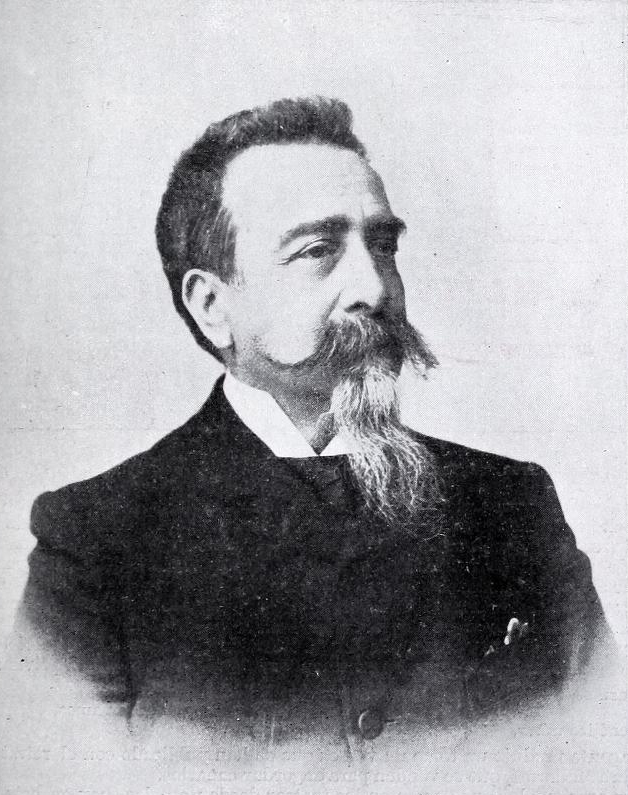
Enrique Gaspar y Rimbau (1842-1902)
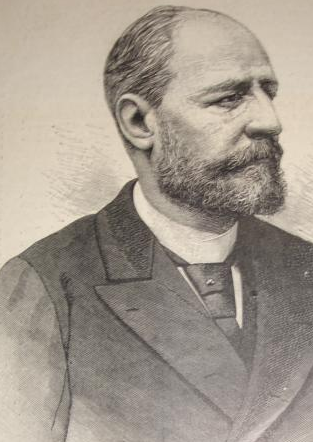
Nilo María Fabra (1843-1903)
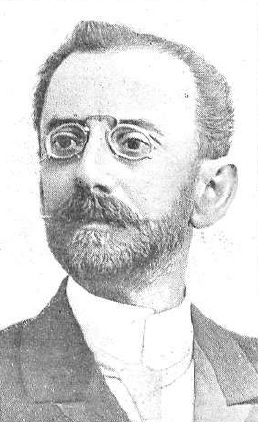
Pedro de Novo y Colson (1846-1931)
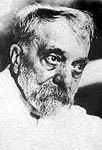
Modesto Brocos (1852-1936)
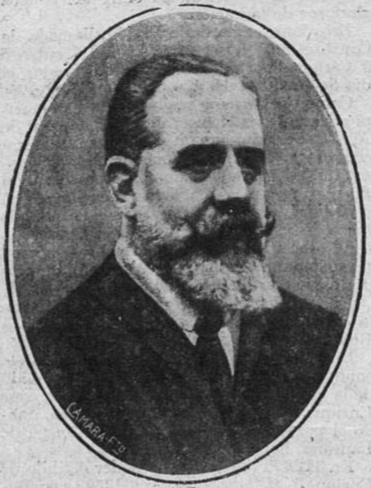
José de Elola (1859-1933)
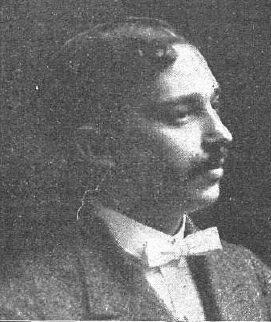
K-Hito (1890-1984)

### La posguerra y las «novelas de a duro»
La Guerra Civil produjo un enorme corte en la literatura de la ciencia ficción española. Mientras que en Estados Unidos entre 1938 y la década de 1950 se producía una «Edad de Oro», en la España franquista se veían con desconfianza cualquier tipo de fantasía literaria que no fuese la suya (a excepción de Agustín de Foxá, autor de los clásicos relatos «Viaje a los efímeros» y, sobre todo, «Hans y los insectos», aunque también estrenó el drama distópico Otoño del año 3006) y desde la izquierda se despreciaba todo lo que no fuese realismo socialista. Su hermano, el ingeniero Jaime de Foxá, escribió además una valiosa distopía que avanza las ideas del ambientalismo ecologista y el conservacionismo, Marea verde (1951), que fue finalista del premio Pujol y ahonda en el misterio de la fotosíntesis; en otra de sus novelas un jabalí cuenta su vida en primera persona: Solitario. Andanzas y meditaciones de un jabalí (1960). Pero en el erial que era la ciencia ficción española en las tres décadas que siguieron a la Guerra Civil, solo se vieron algunos «francotiradores» que continuaron las tradiciones prebélicas de la distopía y el humor, muy características de la ciencia ficción española. Las obras más destacadas son La bomba increíble (1950), de Pedro Salinas, una distopía en la que muestra su preocupación por el materialismo y la sociedad occidental; la obra de teatro Cuatro corazones con freno y marcha atrás (1936), de Jardiel Poncela, trata de cinco personajes que toman un elixir de eterna juventud; y finalmente La nave (1959), de Tomás Salvador, que trata el tema de la nave generacional que ha olvidado sus orígenes, adelantándose a la «nueva ola» en el planteamiento de la obra. Además, dentro de este grupo de autores «externos» a la ciencia ficción, que solo escriben dentro del género de forma coyuntural, se pueden mencionar Corte de corteza (1959), de Daniel Sueiro, El contrabandista de pájaros (1973) de Antonio Burgos, a medias entre la social-ficción Ray Bradbury y la parábola kafkiana, y En el día de hoy (1979), de Jesús Torbado, historia alternativa sobre una guerra civil ganada por la República. Al igual que pasa con La fundación (1974), de Antonio Buero Vallejo, algunas de estas obras no fueron reconocidas como ciencia ficción.
A mediados del siglo XX aparecieron las «novelas de a duro», posteriormente llamadas «bolsilibros», a imitación de la literatura pulp estadounidense y con veinte años de retraso. Poco estimadas por el estamento literario, sus mismos autores y editores no la tenían en gran consideración: eran un medio de subsistencia; de hecho, existen anécdotas que afirman que originales fueron rechazados por «tener demasiada calidad». Los autores tenían que entregar una novela por semana, escritas a máquina, sin posibilidad de reflexión o corrección, en una longitud limitada por el tamaño de las novelas, que cabían en un bolsillo de pantalón, teniendo en cuenta además, que la mayoría de sus autores no conocían la literatura de ciencia ficción extranjera y se basaban en el cine de serie B estadounidense. Sin embargo su éxito comercial fue enorme y en la actualidad son perseguidas con avidez por los coleccionistas. Al final, la calidad era muy irregular y entre los mejores surgieron algunos nombres de autores conocidos, como Domingo Santos o Ángel Torres Quesada, autor de la serie El Orden Estelar. Todos ellos publicaban bajo seudónimos americanizados, así, Santos era «P. Danger», Ramón Brotons era «Walter Carrigan», José Caballer era «Larry Winters», Ángel Torres Quesada era «Alex Towers» y «A. Thorkent», Pascual Enguídanos era «George H. White» y «Van S. Smith», José Negri Haro era «J. Negri O'Hara», Vicente Adam Cardona era «Vic Adams» y «V. A. Carter», Luis García Lecha era «Louis G. Milk» y «Clark Carrados», Pedro Guirao Hernández era «Peter Kapra», «Walt G. Donovan», «Phil Weaber» o «Mike Adams», Juan Gallardo Muñoz era «Johnny Garland», y Enrique Sánchez Pascual era «Law Space», «H.S. Thels», «W. Sampas», «Alan Starr», «Lionel Sheridan», «Alex Simmons» —que escribió nada menos que unas 350 novelas, creando incluso su propia colección, Robot, en la que trató de librarse del corsé editorial bajo el seudónimo «Alan Comet»—.
La primera colección de novelas de este tipo que surgía en España fue Futuro, novelas de Ciencia y Ficción, que se publicó de 1953 a 1956, en total, 34 números. La revista era prácticamente un proyecto personal de José Mallorquí Figuerola, autor de El Coyote, que traducía relatos estadounidenses, cambiando el título y el nombre para no pagar derechos de autor, y que incluso escribió algunos relatos originales, copiando modelos norteamericanos. Hubo muchas otras colecciones, algunas efímeras, otras más longevas, como Naviatom, La conquista del espacio, Galaxia 2000, Héroes del Espacio o las diversas de la editorial Toray. Pero la más importante fue sin duda Luchadores del espacio, que comenzó a publicarse en 1953, llegando a publicar 120 volúmenes. La importancia de la colección estriba sobre todo en la publicación de La saga de los Aznar, una serie de 32 novelas publicadas de 1953 a 1958 por «George H. White», seudónimo de Pascual Enguídanos. La colección se reeditó en la década de 1970, cuando se añadieron otros 24 episodios inéditos. La saga de los Aznar llegó a recibir el premio Hugo a la Mejor Serie de Ciencia Ficción Europea en el Eurocon de Bruselas de 1978, por delante de otras importantes, como la alemana Perry Rhodan.

### Los inicios de la ciencia ficción moderna y la transición a lo prospectivo
Los primeros pinitos en ciencia ficción moderna autoconsciente llegaron a España desde Argentina, de la mano de la revista Más Allá de la Ciencia y la Fantasía, de la que se publicaron 48 números de 1953 a 1957. La revista, creada a imagen de las norteamericanas, como The Magazine of Fantasy & Science Fiction, ofrecía relatos de autores estadounidenses de la época dorada y algunos pocos originales escritos en español. En 1955 también comenzaron a llegar desde Argentina los libros publicados por la editorial Minotauro, que continúa activa hasta hoy en Barcelona y ha obtenido un prestigio reconocido, gracias a la labor editorial de Francisco Porrúa. La editorial, que fue la primera en calificar sus libros de «ciencia ficción», publicaba sobre todo a autores anglosajones, los clásicos de la Edad de Oro.
A principios de los sesenta aparecieron las primeras colecciones españolas de libros dedicadas a la ciencia ficción: Cénit (1960-1964), Galaxia (1963-1969), Vórtice, Infinitum (1965-1968), etc., entre las que destaca la colección Nebulae (1955-1968), que publicó 138 volúmenes. En su mayoría se trataba de traducciones del inglés, pero se publicaron algunas pocas antologías de autores españoles, entre los que hay que mencionar a Domingo Santos, F. Valverde Torné y Antonio Ribera. Editoriales como Acervo o Castellote Editor también realizaron recopilaciones de autores nacionales, publicando historias de Francisco Álvarez Villar, Francisco Lezcano, Juan G. Atienza, Carlos Buiza y Juan José Plans, estos dos últimos con gran influencia en Televisión Española durante esos años.
Durante estos años destacó sobre todo la labor de Domingo Santos, sin duda, el decano de la ciencia ficción española. Santos, proveniente de las novelas de a duro, publicó durante esta época algunas obras interesantes, como el relato Meteoritos (1965) y la novela Los dioses de la pistola prehistórica (1967) que destacaban por su calidad. Su novela Gabriel, la historia de un robot que va ganando conciencia humana, consiguió el hito histórico de ser traducida al francés, la primera obra de ciencia ficción española traducida otro idioma. Pero la importancia de Santos reside sobre todo en una actividad editorial, como director de varias colecciones de libros y seleccionador de la antología Lo mejor de la ciencia ficción española (1986), y como editor de la revista Nueva Dimensión (ND; 1968-1983). Editada por, además de Santos, Sebastián Martínez y Luis Vigil en la editorial Dronte, es quizás la más influyente del panorama español y desde luego, la más longeva. Fue premiada en 1977, en la Eurocon de Trieste, como mejor revista europea de ciencia ficción.
Se considera que Nueva Dimensión inaugura la transición de la ciencia ficción española moderna, desde el enfoque de aventura, que no desaparecerá por completo, hacia la literatura prospectiva, aquella que trata de responder a la pregunta «¿qué pasaría si...?». Entre estos autores transformadores se puede destacar a Juan Miguel Aguilera —la saga de Akasa-Puspa (1988-2005)— y Rafael Marín —Lágrimas de luz (1984), Unicornios sin cabeza (1987), Juglar (2006)—, que tuvieron éxito posterior, e incluir a un grupo con menos éxito comercial: Ignacio Romeo, José Ignacio Velasco, Jaime Rosal del Castillo y Enrique Lázaro. También hay que mencionar a Gabriel Bermúdez Castillo —Viaje a un planeta Wu-Wei (1976) y El hombre estrella (1988)—, un autor de difícil clasificación, recordado sobre todo por incluir referentes españoles en sus novelas. Carlos Saiz Cidoncha es uno de los clásicos indiscutibles de la ciencia ficción española, tras casi cuarenta años de actividad literaria, que articula sus novelas en torno a un Imperio galáctico (La caída del Imperio galáctico, 1978) y que es también un historiador del género en España con su La ciencia ficción como fenómeno de comunicación y de cultura de masas en España (1988). Se puede incluir en este grupo la que posiblemente sea la mejor obra de ciencia ficción escrita en catalán, Mecanoscrito del segundo origen (1974), de Manuel de Pedrolo, una distopía postapocalíptica. De entre las escasísimas mujeres que escriben ciencia ficción en la época, merece la pena destacar a María Güera, que en colaboración con su hijo, Arturo Mengotti, publicaron de 1968 a 1971 una serie de relatos interesantes. De 1955 a 1990, de entre aproximadamente 1300 libros de ciencia ficción que se publicaron en España, solo unos 50 fueron de escritores españoles.

### La generación HispaCón
En la década de 1990 se produjo una pequeña explosión editorial de la ciencia ficción en España. Posiblemente el principal motor fueran los fanzines, pequeñas revistas improvisadas y de presupuesto mínimo que desde la década de 1970 eran publicadas por aficionados. Entre las más importantes se pueden mencionar Kandama, Space Opera, Máster, Tránsito, Cyberfantasy, Kembeo Kenmaro, Ad Astra, Parsifal, Elfstone y Bucanero. A partir de 1990 se publicó el fanzine BEM, el más importante y longevo de todos, y más tarde en la década, Artifex, a cargo de Luis G. Prado, y Gigamesh, fanzine editado por la librería del mismo nombre, a cargo de Julián Díez y luego de Juan Manuel Santiago. Otros factores que influyeron en la extensión del género fueron la popularización del Hispacón y la aparición de tertulias temáticas en las grandes ciudades. Así se fundó en 1991 la Asociación Española de Fantasía, Ciencia Ficción y Terror (AEFCFT) y se crearon nuevas colecciones especializadas, como las de Martínez Roca, Júcar, Destino, Edaf, Grijalbo, Miraguano, Ultramar o Ediciones B, aunque solo estas tres últimas publicaron de forma regular autores españoles.
El boom se vio precedido por la publicación de Lágrimas de luz (1984), de Rafael Marín, y Mundos en el abismo (1988), de Juan Miguel Aguilera y Javier Redal. A pesar de que la historia corta «Nunca digas buenas noches a un extraño» (1979) de Rafael Marín se puede considerar el inicio de la ciencia ficción española moderna, Marín es mucho más conocido por la ópera espacial Lágrimas de luz. Su mérito como autor está en el uso de la tradición literaria clásica española y en un uso cuidado del lenguaje con clara visión poética. Mundos en el abismo, y su segunda parte, Hijos de la eternidad (1989), fruto de la colaboración de los autores Juan Miguel Aguilera y Javier Redal, representan un tour de force inédito hasta ese momento en España: una ambiciosa space opera de ciencia ficción dura, que armoniza la épica tecnológica con complejas tramas políticas y religiosas. De Aguilera también se puede destacar La locura de Dios (1998) en la que Roger de Flor y Ramon Llull aparecen en una ciudad del siglo XIX.
Autores que han escrito esporádicamente obras de ciencia ficción son César Mallorquí y Elia Barceló, quizás los dos mejores autores de esta generación. Mallorquí, hijo del autor José Mallorquí, se dedica principalmente a la literatura juvenil, pero ha escrito algunas historias cortas notables, como «La casa del doctor Pétalo» (1995), «El rebaño» (1993) y «La pared de hielo» (1995), y una novela corta, El coleccionista de sellos (1995). Elia Barceló, no solo es la autora más prolífica de la ciencia ficción española, sino que posiblemente la de más importancia en el género en España. Su calidad viene avalada por los premios Ignotus, por su cuento La estrella en 1991, y por el UPC, en 1993, por su novela corta El mundo de Yarek, quizás uno de los mejores de la literatura de ciencia ficción española. Otras obras suyas de ciencia ficción destacables son los cuentos Sagarda (1989) y Futuros peligrosos (2008), y la novela Consecuencias naturales (1994), une feroz crítica del machismo. Otros autores destacables son León Arsenal, con sus cuentos recogidos en la antología Besos de alacrán (2000); Rodolfo Martínez, con La sonrisa del gato (1995), El adepto de la reina (2009) y El jardín de la memoria (2010); Javier Negrete, que en sus primeros años escribió algunas obras de ciencia ficción, para luego decantarse por la fantasía y la novela histórica, ha escrito La mirada de las furias (1997) y Estado crepuscular (1993), un libro lleno de humor que se ha convertido en uno de los de más éxito de la ciencia ficción española; Juan Carlos Planells, que solo ha publicado El enfrentamiento (1996) dentro del género; además de autores canónicos que se han acercado al género: Gonzalo Torrente Ballester, con Quizás nos lleve el viento al infinito (1984); José María Merino, con Novela de Andrés Choz (1976); Rosa Montero, con Temblor (1990) y Lágrimas en la lluvia (2011); Suso de Toro, con La sombra cazadora (1995); y Ray Loriga, con Tokio ya no nos quiere (1999). Entre los autores en catalán, merece destacarse a Miquel de Palol, con El jardín de los siete crepúsculos (2007).

### La actualidad
La mayoría de los autores más importantes de la ciencia ficción de los últimos quince años acompañan desde hace mucho tiempo el género. La mayoría comenzaron a publicar en la década de 1990, o incluso antes, y no han surgido muchos nombres nuevos.
El que quizás sea el autor más completo de su generación es Eduardo Vaquerizo, autor de lenguaje preciosista que se ha ido alejando de la ciencia ficción dura. Ha ganado el premio Ignotus en seis ocasiones, además de ganar los premios Domingo Santos y USC. Sus obras más conocidas son Danza de tinieblas (premio Ignotus 2006) y Memoria de tinieblas, que aunque no están relacionadas, comparten universo. También se puede mencionar la lírica La última noche de Hipatia (premio Ignotus 2010), un viaje a través del tiempo. De la misma época es Ramón Muñoz, autor de algunos cuentos de cf, pero que ha preferido decantarse por la novela histórica.
Los dos autores de ciencia ficción —en su acepción más estricta— más representativos serían Félix J. Palma y José Antonio Cotrina. Palma es conocido principalmente por su trilogía El mapa del tiempo (premio Ateneo de Sevilla 2008), El mapa del cielo y El mapa del caos, que ha conseguido colocar en la lista de los más vendidos del New York Times; relatan un viaje en el tiempo a la época victoriana. De Cotrina destaca Las fuentes perdidas (2003), que mezcla ciencia ficción y fantasía oscura y poética, y Salir de fase y Tiempo muerto, ganadoras del premio UPC 2000 y 2001 respectivamente.
Además se pueden mencionar los autores Santiago Eximeno, con Asura (2004), aunque el autor mezcla elementos de fantasía; Daniel Mares, autor algo menos comercial por sus temas y perspectivas no convencionales, y su oscuro sentido del humor, con En mares extraños (2004), una antología de relatos cortos, Madrid (2007) y Seis (1994), quizás su obra más destacada; y entre los que han publicado relatos cortos, Juan Antonio Fernández Madrigal, Joaquín Revuelta, Alejandro Carneiro y José Antonio del Valle. Los autores Eduardo Gallego y Guillem Sánchez i Gómez, que han recibido diversos premios de ciencia ficción, giran en torno al UniCorp o Universo Corporativo. También cabe mencionar a Víctor Conde, ganador del premio Minotauro 2010 con Crónicas del Multiverso y autor de la Saga del Metaverso.
Entre los nuevos autores que han aparecido en los últimos años están Juan Jacinto Muñoz Rengel, con su antología de relatos De mecánica y alquimia (2013); Emilio Bueso, con Cenital (2012); Ismael Martínez Biurrun, con El escondite Grisha (2011) y Un minuto antes de la oscuridad (2014); y Matías Candeira. Esos autores han tenido una buena aceptación por la crítica general, lo que indica una creciente aceptación externa del género. Entre los últimos autores que ha aparecido, también se puede mencionar a Carlos Sisí, que con su obra Panteón (premio Minotauro 2013) se aleja de sus novelas de zombis para acercarse a la ciencia ficción dura. Otros que han editado obras de alguna importancia en los últimos años son Jesús Cañadas, con Pronto será de noche (2015), Elio Quiroga, con Los que sueñan (2015). , Dioni Arroyo Merino con Fracasamos al soñar (2017) o Ray Loriga con Rendición (2017). Rosa Montero, Premio Nacional de las Letras de 2017, publica además una la trilogía de la replicante Bruna Husky, ambientada en el difuso universo de Philip K. Dick y Blade runner, y formada por Lágrimas en la lluvia (2011), El peso del corazón (2015) y Los tiempos del odio (2018).

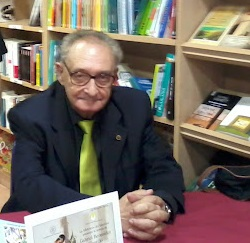
Gabriel Bermúdez Castillo
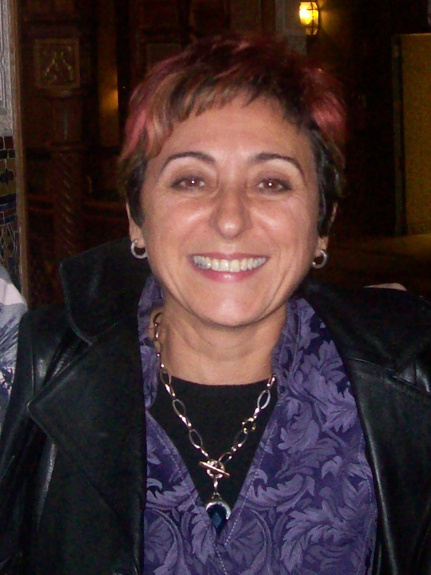
Elia Barceló
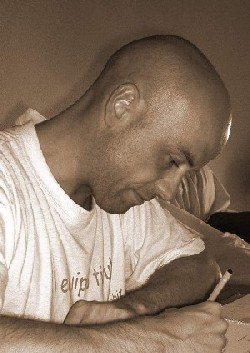
Javier Negrete
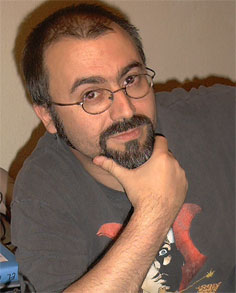
Rodolfo Martínez
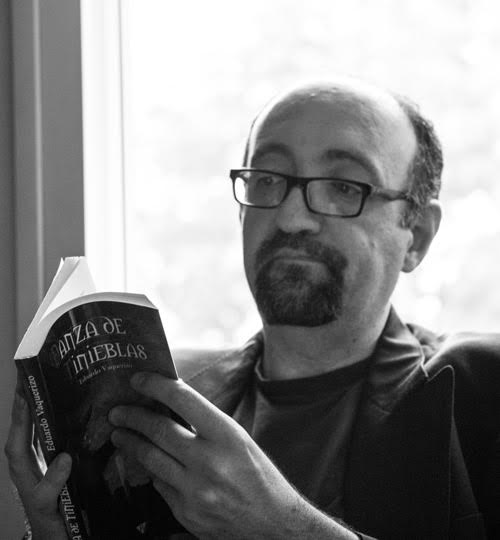
Eduardo Vaquerizo
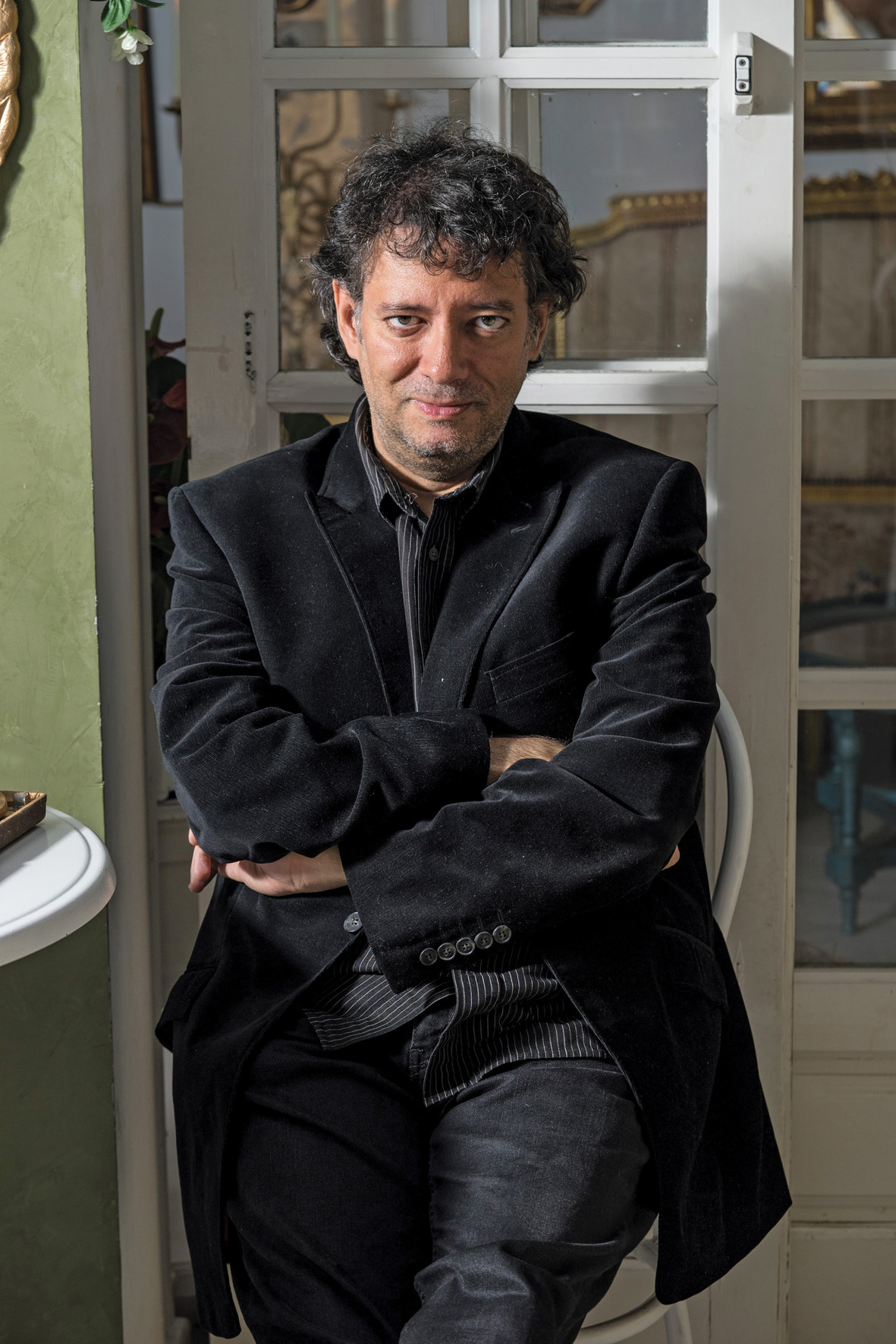
José Antonio Cotrina

### Premios
Premio Alberto Magno (1989-)es el premio dedicado a la ciencia ficción más antiguo de España. Es entregado por la Universidad del País Vasco a los relatos cortos en español o en euskera que pertenecen al género de la ciencia ficción y la fantasía sobre tema científico.
Premio Celsius (2008-)anteriormente denominado Premio Celsius 232, se entrega anualmente durante la Semana Negra de Gijón a la mejor novela de fantasía, ciencia ficción o terror publicada originalmente en castellano.
Premio Domingo Santos (1992-)premio entregado por HispaCon con el patrocinio de la a la AEFCFT para los relatos cortos inéditos de ciencia ficción. La ceremonia de entrega es conjunta con el premio Ignotus.
Premios Ignotus (1991-)fueron creados en 1991 por la Asociación Española de Fantasía, Ciencia Ficción y Terror (AEFCFT) como respuesta a los premios Hugo. Los premios, que se otorgan a las obras publicadas en España, se entregan en diversas categorías, que van desde «Mejor novela», pasando por «Mejor libro de ensayo», «Mejor obra poética», «Mejor revista», hasta «Mejor novela extranjera», entre otros, incluyendo premios para el cine y las páginas web. Además en el mismo acto se entregan los premios Gabriel, para las aportaciones extraordinarias de una persona concreta.
Premio Minotauro (2004-)otorgado a la mejor novela inédita de ciencia ficción, terror o fantasía entregado por la editorial Minotauro, detrás de la que se encuentra la editorial Planeta. Los premiados son publicados por la editorial Minotauro. La primera novela de ciencia ficción pura en ser premiada en la historia de este premio fue Crónicas del Multiverso, de Víctor Conde, en 2010.
Premio Pablo Rido (1992-2008)premio de relato corto otorgado inicialmente por la Asociación Española de Fantasía y Ciencia Ficción bajo la denominación de «Premio Aznar» y con posterioridad por la Tertulia Madrileña de Literatura Fantástica.
Premio UPC (1991-)entregado por la Universidad Politécnica de Cataluña a las novelas cortas originales de ciencia ficción escritas en castellano, catalán, inglés y francés. Es un premio reconocido internacionalmente y uno de los más importantes de España. Los mejores relatos son publicados en la colección NOVA de Ediciones B.

## Revistas y fanzines
- Anticipación. Entre 1966 y 1967.
- Nueva Dimensión, desde 1968 hasta 1982, sin duda la más importante. 143 números publicados.
- Kandama. Publicada por Miquel Barceló entre 1980 y 1984.
- Cimoc, dedicada a la historieta de ciencia ficción y publicada mensualmente por Norma Editorial entre 1981 y 1995.
- Tránsito (Fanzine), de 1982 hasta 1993, 18 números publicados.
- BEM, de 1990 hasta 2000, editaba Interface Grupo Editor: José Luis González, Pedro Jorge Romero, Ricard de la Casa y Joan Manel Ortiz. 75 números publicados.
- Gigamesh, de la editorial Gigamesh. Publicada desde 1991 hasta 2006.
- Stalker, sobre cine fantástico y de ciencia ficción, también de la editorial Gigamesh. Publicada desde 1998 hasta 2003.
- El fantasma, fanzine publicado por Luis G. Prado entre 1993 y 1997.
- Solaris, de la editora La Factoría de Ideas. Desde 1995 hasta 2005.
- Artifex. Con cuatro épocas distintas, entre 1997 y 2009. Continuadora del fanzine El fantasma y dedicada íntegramente a relatos escritos originalmente en español.
- Alfa Eridiani. Entre 2002 y 2016.
- Asimov Ciencia Ficción. Entre 2003 y 2005. Edición española de la revista estadounidense Asimov's Science Fiction, aunque incorporando artículos y relatos de autores hispanohablantes. Dirigida por Domingo Santos.
- Scifiworld Magazine (2005-actualidad). Es la revista más longeva dedicada al cine y al género fantástico editada en España.
- Hélice: Estudios críticos sobre ficción especulativa. Editada por la Asociación Cultural Xatafi y dedicada a la crítica literaria sobre ciencia ficción (2006-actualidad).
- Exégesis. Historieta y narrativa gráfica. (2009-Actualidad)

## Historietas
Durante la postguerra, la mayoría de las series siguieron muy influenciadas por el Flash Gordon de Alex Raymond (Al Dany, Red Dixon, Vendaval, Marcos, Huracán, Kit-Boy, Angel Audaz), siendo de destacar por su calidad El mundo futuro (1955) de Boixcar y Hazañas de la juventud audaz (1959), en la que Matías Alonso adaptó la saga de los Aznar de Pascual Enguídanos, así como la revista Futuro (1957) de Ediciones Cliper.
Ya a finales de los sesenta se hizo patente la influencia de la nueva ola francesa representada por Barbarella en Delta 99 (1967), 5 por Infinito (1967), Supernova (1972) o Fantasía, S. A. (1975).
Durante el boom del cómic adulto, la ciencia ficción ocupó un lugar importante en revistas como 1984 (1978) y en menor medida en Totem (1977), Comix internacional (1980) y Cimoc (1981), dando pie a series como Historias de taberna galáctica (1979), Zora y los hibernautas (1980), Hombre (1981), Roco Vargas (1983) o Fragmentos de la Enciclopedia Délfica (1983).

## Medios audiovisuales

### El cine
Se considera el cortometraje El hotel eléctrico (¿1908?) como la primera película de ciencia ficción española —una de las primeras del mundo—, pese a ser una película realizada para la productora francesa Pathé, pues su director, guionista y experto en efectos especiales era Segundo de Chomón, un español. La película muestra un hotel futurista en el que todo está automatizado. Posteriormente, Chomón realizaría otras dos películas de ciencia ficción, Viaje al planeta Júpiter (1909) y Viaje al centro de la tierra (1910), ambas también realizadas para Pathé.
De la primera mitad del siglo XX solo se conocen Madrid en el año 2000, una película rodada en 1925 por Manuel Noriega, y La isla misteriosa (1927), de Enrique Rambal, que nunca llegó a terminarse. Madrid en el año 2000 mostraba un Madrid futurista, que se habría convertido en un centro de negocios internacional y en una ciudad fluvial con un enorme canal similar al de Suez por el que navegan grandes barcos a través de la ciudad, gracias al trabajo de fotografía de Agustín Macasoli y los efectos especiales de Bernardo Perrote. Desgraciadamente no se conservan copias.
Habrá que esperar a 1955 para encontrar otras dos obras de ciencia ficción. La lupa (1955), de Luis Lucia, es la primera película española que trata de extraterrestres; una inclasificable aventura en la que aficionados al misterio investigan un aterrizaje de los marcianos. La segunda es La otra vida del capitán Contreras (1955), de Rafael Gil y con Fernando Fernán Gómez, que echa un vistazo humorístico a las aventuras de un capitán de los tercios de Flandes que se despierta a mitad del siglo XX. La película se adelantó nada menos que en cuarenta años a Los visitantes no nacieron ayer (1993).
El crecimiento económico acelerado y la transformación social que se dio en los años sesenta permitió un creciente número de películas filmadas y, con ello, también las de ciencia ficción. La primera, La hora incógnita (1963), de Mariano Ozores, es una visión del desastre producido por una explosión nuclear en una gran ciudad. El planteamiento pesimista de unos supervivientes que esperan a que la radiación los mate, tuvo muy buenas críticas, pero muy mala recepción del público, que prefería las comedias. Tres años más tarde se estrenó El sonido de la muerte (1966), de José Antonio Nieves Conde, que a pesar de los pocos medios, que la obligaron a crear un monstruo del pasado que no se veía en la pantalla, consiguió realizar una interesante búsqueda del tesoro en Grecia. Dentro del género del humor está Dame un poco de amor, dirigida en 1968 por José María Forqué, es la primera película de Los Bravos, en la que aparecen como superhéroes luchando contra un sosias de Fu Manchú. Otras tres películas fueron estrenadas en esta década: El rayo desintegrador (1966), de Pascual Cervera, una comedia infantil; Los monstruos del terror (1966), de Hugo Fregonese, una invasión extraterrestre que se puede incluir dentro del fantaterror español; y Fata morgana (1965), de Vicente Aranda. Esta última, a pesar de estar ambientada en un Londres futurista, resulta difícil de clasificar, siendo en realidad un extraño psico thriller en el que aparecen y desaparecen personas.
La década de 1970 fue una de las más fructíferas del género, teniendo en cuenta que estamos en los años del fantaterror y el destape, y en el extranjero se veían películas como 2001. La primera del lote es la comedia El astronauta (1970), de Javier Aguirre, en la que un grupo de pícaros, liderados por Tony Leblanc, fundan la SANA (Sociedad Anónima de Naves Aeroespaciales), con la que tratan de poner un astronauta en órbita. Ese mismo año se estrenó Trasplante de un cerebro, de Juan Logar, y en 1974 Odio mi cuerpo, de León Klimovsky, ambas tratan del trasplante de cerebro y los problemas de identidad generados. En 1972, Eugenio Martín dirige Pánico en el Transiberiano, con Christopher Lee y Peter Cushing, una historia de terror en el Transiberiano que muestra influencias de La cosa (1951). En 1973 se estrenó una adaptación de La isla misteriosa de Julio Verne con el mismo título, con Omar Sharif de capitán Nemo y Juan Antonio Bardem en la producción. Por último mencionar El hombre perseguido por un O.V.N.I. (1976), de Juan Carlos Olaria, la historia de un hombre al que nadie cree, y Los viajeros del atardecer (1979), de Ugo Tognazzi, con tintes similares a La fuga de Logan, una distopía en la que los mayores de 40 años son exiliados.
Una categoría por sí mismo merece el realizador, productor y guionista Juan Piquer Simón, que en su Estudios Piquer formó a una generación de especialistas en efectos especiales. A caballo entre los 70 y los 80, Piquer Simón comenzó su andadura en la ciencia ficción con una adaptación verniana, Viaje al centro de la Tierra (1976), de la que Piquer afirmó es «la primera película que se puede considerar de efectos especiales de la historia del cine español». En 1979 rodó la versión hispana de Supermán, Supersonic Man (1979), la primera película de superhéroes hispana, si no se tiene en cuenta el sketch de Los Brincos. En 1983 estrenó Los nuevos extraterrestres, una especie de E.T. con la que Piquer no estaba satisfecho: lo que había comenzado como una historia de terror, fue modificado por los coproductores hasta ser irreconocible. También filmó Misterio en la isla de los monstruos, una aventura juvenil, pero acabó centrándose en el terror, con películas como Mil gritos tiene la noche (1982), Slugs, muerte viscosa (1988) o La grieta (1989), aunque esta última, inspirada en The Abyss de James Cameron, tiene tintes de aventura.
La década de 1980 presenta una de las mayores superproducciones de la historia del cine español: El caballero del dragón (1985), de Fernando Colomo, que a su vez es uno de sus mayores fracasos. La película trata de mezclar la llegada de un extraterrestre en el Medioevo con la leyenda de San Jorge, sin llegar a conseguir convencer, a pesar del reparto de lujo: Klaus Kinski, Harvey Keitel, Fernando Rey y Miguel Bosé. Otras dos películas se pueden nombrar en esta década: Remando al viento (1987), de Gonzalo Suárez, una retoma del mito de Frankestein a través de la historia de Mary Shelley, y El niño de la Luna (1989), de Agustín Villaronga, sobre un clon creado para dirigir el nuevo imperio nazi, en la que se mezclan mutaciones, poderes mentales y manipulación genética, con un resultado que la convierte en desasosegante e inclasificable.
La década de los noventa marcara un antes y un después, principalmente por dos películas: Acción mutante (1992), de Álex de la Iglesia, y Abre los ojos (1997), de Alejandro Amenábar, ambas de lo mejor que ha dado el cine de ciencia ficción en España. La primera es una comedia gruesa que no deja títere con cabeza. Relata la historia de unos terroristas mutantes deformes, que en la nave espacial Virgen del Carmen, se desplazan hacia el planeta Axturias para cometer un atentado contra los bellos y ricos de la sociedad que los margina. La segunda, Abre los ojos, catapultó a Amenabar a nivel internacional y la película tuvo una versión estadounidense, Vanilla Sky, protagonizada por Tom Cruise y Penélope Cruz. El argumento, que recuerda a Ubik y Ojo en el cielo de Philip K. Dick, «usa recursos de ciencia ficción, la hibernación, la percepción de la irrealidad, para mostrar la fragilidad de los recuerdos y la débil barrera entre la locura y la cordura». Otras películas estrenadas en la década fueron, Supernova (1992), de Juan Miñón, con Marta Sánchez y Javier Gurruchaga, que no tuvo mucho éxito ni de críticos, ni de público; Atolladero (1995), de Óscar Aibar, basada en un cómic del subgénero posapocalíptico, protagonizada por Iggy Pop; Nexus 2.431 (1996), de José María Forqué; Mi nombre es sombra (1996), de Gonzalo Suárez, que retoma el tema Jekyll & Hyde. Finalmente, dos películas que tratan el tópico del científico loco: Científicamente perfectos (1996), de Francesc Xavier Capell, y La mujer más fea del mundo (1999), de Miguel Bardem. Es discutible que El milagro de P. Tinto (1998), de Javier Fesser, pertenezca al género de la ciencia ficción, a pesar de la aparición de extraterrestres.
El siglo XXI se estrena con Stranded (Náufragos) (2001), de María Lidón, que relata una misión conjunta NASA-ESA a Marte. Siendo la primera y última película de ciencia ficción dura española, no tuvo mucho éxito, a lo que contribuyó su pésima distribución y la poca publicidad. Del 2002 es Mucha sangre, de Pepe de las Heras, con Paul Naschy de protagonista, una película de serie B que cuenta una invasión de los ultracuerpos que se transmite por medio de la sodomización de hombres, «entre la casposidad mas extrema y la chabacanería mas excelsa». El director más prolífico de principios de siglo es Carlos Atanes, que ha dirigido FAQ: Frequently Asked Questions (2004), una distopía de una sociedad dominada por mujeres; PROXIMA (2007), en el que trata el contacto on los extraterrestres; Codex Atanicus (2008), una recopilación de cortos; y Maximum Shame (2010), otra distopía. Quizás la mejor película de ciencia ficción de la década sea Los cronocrímenes (2007), de Nacho Vigalondo, que demuestra que se puede hacer buena ciencia ficción con bajo presupuesto. La cinta, que ganó tres premios en el Fantastic Fest de Austin (Texas), es una enrevesada historia sobre el viaje en el tiempo. Otro ejemplo de buen hacer con poco presupuesto es 3 días (2008), de Francisco Javier Gutiérrez, que consiguió cuatro premios en el Festival de Cine de Málaga. La década se cierra con Planet 51 (2010), de Jorge Blanco, un éxito de animación en el mercado anglosajón sobre un astronauta terrestre perdido en un mundo extraterrestre: E.T. vuelto del revés.
En la segunda década del siglo hay que destacar EVA (2011), de Kike Maíllo, y Extraterrestre (2011), de Nacho Vigalondo, que han conseguido hacer películas interesantes, a pesar de la crisis que está pasando el cine. Bajo el auspicio de Antonio Banderas, se filmaron dos películas de ciencia ficción, Autómata (2014), de Gabe Ibáñez, una historia de robots asimoviana, muy en la línea de EVA; y Solo, escrita, dirigida y protagonizada por el mismo Banderas, una historia que explora el tropo del último hombre vivo sobre la Tierra. Cierra la década El increíble finde menguante (2019), de Jon Mikel Caballero, un destacable drama de bucles temporales.

### La televisión
En 1958, Televisión Española, todavía en sus inicios, adaptó la historieta y radionovela Diego Valor a la televisión, produciendo 22 capítulos que se emitían semanalmente. Fue una de las primeras producciones propias de TVE. La serie presentaba diversas novedades: posiblemente era la primera serie infantil que producía TVE, además de ser la primera de ciencia ficción, y al final del programa, la presentadora Blanca Álvarez entregaba juguetes a los niños que se encontraban en el plató, segmento patrocinado por Industrias Plásticas Madel. Desgraciadamente no se conoce ni una sola imagen, ni un solo fotograma; si los capítulos fueron grabados, las cintas fueron reutilizadas y no se conservan.
Hubo que esperar hasta 1964 para que se emitiera otra serie con contenido del género: Mañana puede ser verdad, de Chicho Ibáñez Serrador y Narciso Ibáñez Menta. La serie ya había sido emitida en Argentina, por lo que pudieron vender la idea a Televisión Española más fácilmente, después de que se emitiese un capítulo piloto. Se emitieron unos once episodios de los que cada uno se basaba en una obra de ciencia ficción de autores como Ray Bradbury, Heinlein, Mann Rubin, Agustín Cuzzani y Dalmiro Sáenz. Posteriormente, Chicho Ibáñez Serrador se decantaría por el terror, con Historias para no dormir, dejando atrás la ciencia ficción.
En la década de 1970, Antonio Mercero rodó tres mediometrajes para Televisión Española: La cabina (1972), junto con José Luis Garci, la producción televisiva española más galardonada de la historia; Los pajaritos (1974) y La Gioconda está triste (1977).
La serie El inquilino se emitió por Antena 3 en 2004. El planteamiento, un alienígena que suplanta la personalidad de un escritor, es de ciencia ficción, pero el desarrollo es el de una comedia de situación costumbrista, más cercana a Friends que a ALF.
En 2008 comenzó a emitir Plutón B.R.B. Nero, de Álex de la Iglesia, una comedia que transcurre en una nave espacial, dirigida por el Capitán Valladares, que va en busca de un planeta habitable. La serie, inspirada en éxitos de la ciencia ficción humorística como La guía del autoestopista galáctico, Enano rojo o Doctor Who, tuvo 26 capítulos de 35 minutos. De la Iglesia mismo afirmó que «es una comedia enloquecida, de un humor bastante salvaje», que fue rechazada por otras televisiones hasta que Televisión Española aceptó filmarla.
De entre las series producidas por Antena 3, se pueden mencionar Los protegidos (2010-2012), El barco (2011-2013) y El internado (2007-2010). Las tres están inspiradas en productos estadounidenses: la primera en las películas de superhéroes y las dos últimas en Perdidos, a la que llegan a copiar personajes y situaciones. En las tres series el elemento de ciencia ficción es menor, cobrando más importancia el misterio y las relaciones sentimentales.
Sin duda la serie reciente de ciencia ficción más importante ha sido El Ministerio del Tiempo (2015), de Javier Olivares, como muestran los premios Ondas, Fotogramas de Plata, Unión de Actores, etc., recibidos en 2015. Basada en la idea de que existe un Ministerio del Tiempo en España que se encarga de evitar la modificación de la historia por viajeros en el tiempo, la serie ha sido acogida de forma positiva por la crítica: «apasionante», «entretenida, divertida, original y valiente. Y sobre todo es inteligente y trata al espectador como si también lo fuera», «la idea roza lo genial», «los guiones suman un costumbrismo, también suave, aliñado con incontables detalles de humor. La risa llega sin buscarla, al igual que la identificación con toda clase de públicos», «las referencias que conectaban con varias generaciones. Desde la mención a Curro Jiménez hasta Terminator, pasando por Rosendo o ese Velázquez con aires de grandeza». El éxito de la serie en las redes ha sido tal, que sus fanes tienen nombre propio, los ministéricos.

### La radio
La única radionovela de la época dorada española que pertenece al género de la ciencia ficción es Diego Valor, las aventuras de un astronauta español en el planeta Venus. Emitida por la Cadena SER de 1953 a 1958, en cuatro títulos, Diego Valor, Diego Valor y el Príncipe Diabólico, Diego Valor y el Misterio de Júpiter y Diego Valor y el Planeta Errante, en un total de 1200 capítulos, contaba la historia del astronauta español Diego Valor, con sus inseparables compañeros, Portolés, Laffite y Beatriz Fontana, su novia. La radionovela estaba basada en el cómic Dan Dare, piloto del futuro, que había sido serializado por la BBC, y fue adaptada para España por Enrique Jarnés Bergua. De hecho, el éxito fue tal, que posteriormente se publicaron historietas con los personajes.
En 1972 comenzó una colaboración entre Narciso Ibáñez Serrador y Radio Nacional de España para la emisión del programa Historias para imaginar. Los relatos, al contrario de lo que era habitual en la época, eran autoconclusivos y se basaban en historias que ya habían sido publicadas, de autores como Ray Bradbury, Edgar Allan Poe, Gaston Leroux, Robert Bloch, y entre los españoles, el mismo Ibáñez Serrador, Joaquín Amichatis o Fernando Jiménez del Oso. Serrador fue el director y guionista y adaptador, bajo el seudónimo de Luis Peñafiel.

### La música
Existen algunas canciones, como Año 2000 o Sueño espacial de Miguel Ríos, que se podrían contar como parte de la ciencia ficción. Sin embargo, han sido pocos los álbumes dedicados al tema. El primer álbum del género sería del mismo Miguel Ríos, que publicó en 1976, La Huerta Atómica. Un relato de anticipación. A través de los catorce temas, Ríos cuenta una fábula antibelicista, muy de la época, cada canción, un capítulo de la novela. Desgraciadamente el álbum no tuvo un gran éxito y ha sido olvidado.
Pero sin duda, el grupo español que más cercano se encuentra a la ciencia ficción es El aviador Dro y sus obreros especializados, habitualmente Aviador Dro, creado en 1979. Sus canciones recurren a menudo a temas y obras de la ciencia ficción —«Nuclear sí», «El retorno de Godzilla», «Anarquía en el planeta», «Cromosomas salvajes», «Picnic en Formalhaut», «Néstor el cyborg», «Base lunar Alpha», «La chica de plexiglás», «HAL 9000», «Cita en el asteroide Edén», «Álex y los Drugos», «La zona fantasma», «Fuga de Titán», «Gran plaza Asimov», «Mecanisburgo», «Ascensor orbital», «Aelita» o «_Inteligencia artificial_»— insertadas en melodías electrónicas y tecno.

### Premios
Los premios Ignotus tienen desde 1994 la categoría de Mejor producción audiovisual, que se ha entregado en su mayoría a películas, pero que en 2013, 2014 y 2015 ha sido entregado al podcast Los Verdhugos. Otras excepciones han sido 1997, con la entrega al cómic Iberia Inc., y 2006, con la entrega a la animación en web, Cálico Electrónico.
Pero sin duda, los premios más importantes dedicados al género fantástico en España son los que concede el Festival de Sitges, festival dedicado al cine fantástico, de ciencia ficción y de terror que se celebra en Sitges, en la costa mediterránea, a cuarenta kilómetros al sur de Barcelona. El festival entrega diversos premios: a la mejor película, director, actor, actriz, guion, fotografía, etc., además de premios especializados, como el Gran Premi del Públic, al largometraje elegido por el público; Orient Express – Casa Àsia, a la mejor película asiática; Sitges Clàssics, al cine clásico, que incluye las subcategorías «Homenajes», «Europa Imaginaria» y «Retrospectivas»; Premio Máquina del Tiempo, Gran Premi Honorífic y María Honorífica, a la trayectoria profesional; o el Premio José Luis Guarner, concedido por la crítica a la mejor película, entre varios otros.

## El fandom español
El fandom en España empieza a tener importancia con Nueva Dimensión. Alrededor de esta revista se aglutina un cierto número de aficionados que con el tiempo, irán creando sus propios fanzines y publicaciones. Con la creación de la HispaCon (el evento anual más importante del género en España) y la aparición de la Asociación Española de Fantasía, Ciencia Ficción y Terror, el fenómeno alcanzó su máxima plenitud.
Hacer una historia del fándom en España sería complejo, pero ha servido de vivero para algunos de los escritores y ensayistas actuales. Entre los nombres más destacados del fandom español encontramos a escritores, antologistas, críticos y editores como Domingo Santos, Luis Vigil, Agustín Jaureguízar, Alejo Cuervo, Julián Díez y Miquel Barceló García.

### Encuentros
- AsturCon, evento que tiene lugar durante la Semana Negra de Gijón.
- Aznarcon, encuentros organizados por los aficionados a la Saga de los Aznar.
- Basauri Con, encuentro que se realiza en Basauri (Vizcaya).
- Celsius 232, celebrado desde 2012 en la localidad de Avilés (Asturias).[74][75]
- Espatrek, encuentro de fanes de la serie Star Trek.
- HispaCon, congreso organizado por la Asociación española de fantasía, ciencia ficción y terror.
- JEHES, encuentro de fanes de Star Wars que se realiza en Sevilla.
- GolemFest, encuentro de aficionados a la fantasía, terror y ciencia ficción en Valencia.